# Pseudotyrannochthonius dentifer
Pseudotyrannochthonius dentifer är en spindeldjursart som först beskrevs av Kuniyasu Morikawa 1970.  Pseudotyrannochthonius dentifer ingår i släktet Pseudotyrannochthonius och familjen käkklokrypare. Inga underarter finns listade i Catalogue of Life.